# Szatszobek
Szatszobek (vagy Szitszobek; z3.t-sbk; „Szobek leánya”) ókori egyiptomi királyné. Egyetlen, jelenleg magángyűjteményben lévő szkarabeuszról ismert, amely stilisztikailag a XIII. dinasztia idejére datálható; nem tudni, a dinasztiához tartozó számos uralkodó közül melyik volt a férje. A szkarabeuszon nevét hímnemű alakban, Szaszobekként írják; nem tudni, írnoki hibáról, vagy rövidítésről van szó, esetleg szándékosan használt férfinevet, ami ebben az időszakban gyakori volt.
Címként viselte a középbirodalmi királynék leggyakoribb címét, az „aki egy a fehér koronával”-t, de már az újbirodalom idején szokványossá váló nagy királyi hitvesi címet is.